# Fredrik Persson-Lahusen
Fredrik Persson-Lahusen (Fredrik Persson), född 7 januari 1976, är svensk historiker och kulturskribent. Hans forskning har främst handlat om historiebruk och kollektiva identiter. Persson disputerade 2008 vid Lunds universitet på avhandlingen Skåne, den farliga halvön. Historia, identitet och ideologi 1865-2000. Därefter var han gästforskare vid Universitetet i Berlin. Parallellt med forskningen har Persson-Lahusen skrivit kulturartiklar för företrädesvis Sydsvenskan och Aftonbladet. Sedan 2011 är han verksam som kulturskribent på heltid där historia, nationalism, fotboll och Tyskland är återkommande teman.